# Логічний квадрат

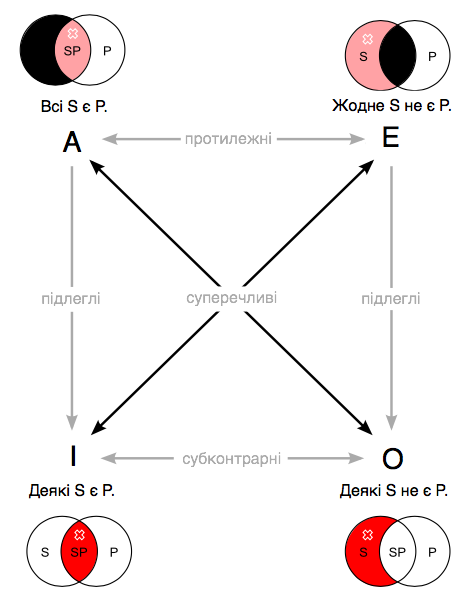
Логічний квадрат
В діаграмах Венна, чорні ділянки — порожні, а червоні — ні.
Більш бліді стрілки та блідо-червоні ділянки застосовуються у традиційній логіці.

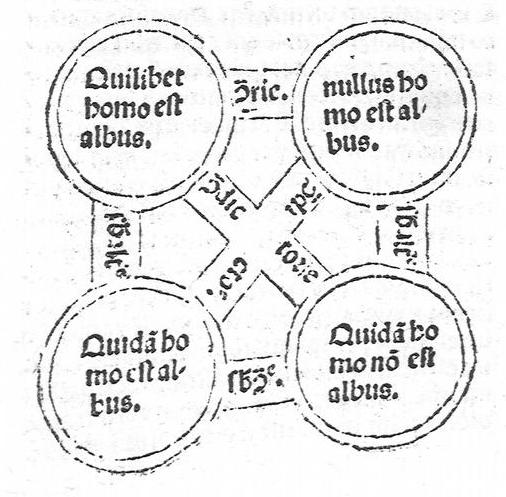
Зображення з 15 сторіччя

Логічний квадрат — це схематичний засіб класифікацій суджень. Він насправді має форму геометричного квадрата, з його допомогою система класифікації включає всі атрибутивні (одиничні, загальні й часткові) судження. Причому загальні й одиничні судження розглядаються як тотожні за обсягом суб'єкта. Штучна наочна схема, яка, апелюючи до уяви людини, полегшує їй запам'ятання характеру логічних відношень між судженнями типу А, Е, І, 0, в яких ідеться про одне й те саме у той же час і в тому ж відношенні. Істинність суджень про одне і те саме, висловлених в один і той же час і в одному й тому ж відношенні, які відрізняються лише за кількістю і якістю, перебуває у формально-логічній залежності. 

## Види суджень
Залежно від обраної основи (принципу) поділу, судження поділяють на різні види — прості й складні, категоричні та некатегоричні (спеціального терміна для позначення останніх поки що немає). Названі види у свою чергу можна поділити на підвиди тощо.
Прості судження
Простими називають судження, структура яких виражається формулами «S є (не є) Р» або «P не є S», «і A, і B є P», а складними — ті, що містять два чи більше простих.
Жодну частину простого судження не можна вважати самостійним судженням. У суб'єкті такого судження мислиться певна множина предметів, а в предикаті — властивість, яка належить чи не належить цим предметам, або відношення між ними. Наприклад: «М. Коцюбинський — видатний український письменник»; «Життя на Марсі не існує»; «Місто Одеса більше за Херсон».
Прості судження за змістом предиката поділяють на атрибутивні та судження про відношення.
Атрибутивне судження  — судження, в якому стверджується чи заперечується наявність певних властивостей у предметів.
Одним із різновидів атрибутивних суджень є судження існування, або екзистенційні. До них належать ті судження, в яких констатується наявність чи відсутність у предметів думки їх найзагальнішої властивості (атрибуту) — буття. Прикладом такого судження може бути наведене нами судження про відсутність життя на Марсі.
До складу атрибутивного судження входять суб'єкт (S) і предикат (Р), які є логічними змінними і можуть бути замінені тими чи іншими предметними постійними, а також зв'язка, яка виконує роль логічної постійної і виражається словами «є», «не є», «суть», «не суть», «належить», «не належить» тощо. Формула атрибутивних суджень «S є (не є) Р».
Судження про відношення — судження, в якому відображено зв'язки між предметами та відношення (за розміром, положенням у просторі, послідовністю в часі тощо).
Наприклад: «Тетяна — сестра Юлії»; «ріка Синюха більша за річку Вись»; «Кіровоград розташований південніше від Києва».
Категоричне судження — судження, в якому констатується наявність чи відсутність властивості предмета безвідносно до будь-яких умов.
За кількістю, тобто за обсягом суб'єкта, Категоричні судження поділяють на загальні («Всі люди мають свідомість»); часткові («Деякі люди — талановиті») та одиничні («Гегель — геніальний мислитель»).
Загальне судження — судження, в якому за кожним мислимим у суб'єкті елементом множини стверджується чи заперечується певна ознака.
Формула загального судження — «Всі S є Р» або «Жодне S не є Р». У сучасній логіці замість кванторних слів «всі», «жоден» (а також «будь-який», «кожен» тощо) вдаються до квантора загальності, який позначається знаком «V». Якщо названі кванторні слова відсутні, а суб'єкт судження не є одиничним поняттям, то таке судження раціональніше розглядати як часткове, приєднавши до нього слова «принаймні деякі». Так, нічого не знаючи про гриби і одержавши інформацію про наявність отруйних грибів, коректно буде сформулювати одержані знання у формі судження «Принаймні деякі гриби — отруйні».
Часткове судження — судження, в якому міститься знання про наявність або відсутність певної ознаки у частини предметів, що мисляться в суб'єкті, а про наявність цієї ознаки в решті цих предметів може бути відомо, що вона відсутня, або нічого не відомо. Перші з названих суджень називають визначеними, другі — невизначеними. Прикладом визначеного може бути судження «Тільки деякі люди не розрізняють кольори», а прикладом невизначеного — «Деякі метали тонуть у воді» («Метали тонуть у воді»).
Невизначене часткове судження (традиційно його називають просто частковим) висловлюється в тих випадках, коли відомо, що деякі предмети певного класу мають чи не мають певну властивість, але ще не встановлено, що цю ознаку мають (не мають) також усі інші предмети цього класу. Слово «деякі» вживають у значенні «принаймні деякі» (тобто «деякі», а, можливо, і всі). Якщо ця невизначеність усувається, тобто встановлюється, що названа в судженні властивість характерна тільки для деяких предметів або для всіх предметів відповідного класу, то часткове судження стає або визначеним частковим, або, відповідно, загальним судженням. Так, невизначене часткове судження «Деякі гриби — отруйні» при додатковій інформації перетворюється на визначене часткове судження «Тільки деякі гриби — отруйні», а невизначене часткове судження «Деякі метали — електропровідні» («Метали — електропровідні») перетворюються на загальностверджувальне: «Всі метали — електропровідні». Роль кванторного слова в часткових судженнях відіграють такі слова: «деякі», «більшість», «меншість», «існують і такі…, які» тощо. В сучасній логіці замість цих кванторних слів вдаються до квантора існування, який позначають знаком «З».
Одиничне судження — судження, суб'єктом якого є одиничне поняття. Наприклад: «Ужгород — обласний центр».

## Побудова логічного квадрата
З метою полегшення процесу запам'ятовування деяких відношень між судженнями і для наочного візуального огляду їх часто вдаються за допомогою до так званого «логічного квадрата».
Квадрат цей будується в такий спосіб: верхній лівий кут позначають буквою А, верхній правий кут позначають буквою Е, нижній лівий кут квадрата позначають буквою І, а нижній правий кут — буквою О.

## Види суджень за логічним квадратом
За логічним квадратом усі атрибутивні судження поділяють на:
- загальноствердні, тобто вершина А ("S — Р);
- загальнозаперечні, тобто вершина Е ("S ~ Р);
- частковоствердні, тобто вершина І ($S — Р);
- частковозаперечні, тобто вершина О ($S ~ Р).

Наведені символи є певними літерами латинських назв відповідних суджень: «А» — від першої голосної літери лат. Affirmo (стверджую), «E» — від першої голосної літери лат. Nego (заперечую), «І» — від другої голосної літери лат. Affirmo, «O» — від другої голосної літери лат. Nego.
Кожна лінія на цьому квадраті визначає сутність відношень між двома судженнями. Лінії квадрата по вертикалі відображають відношення підпорядкованості між судженнями А та І, Е та О, де А, Е — підпорядковувальні судження, а Е та О — підпорядковані. Лінії квадрата по діагоналі відображають відношення суперечності (контрадикторності) між судженнями А та О, Е та І. Лінія квадрата по верхній горизонталі відображає відношення протилежності (контрарності) між судженнями А та Е. Лінія квадрата по нижній горизонталі відображає відношення субконтрарності (часткової збіжності) між судженнями І та О.

## Застосування на практиці
Контрарні судження можуть бути одночасно хибними, але ніколи не можуть бути одночасно істинними. Наприклад, якщо судження «Усі студенти нашої групи курять» (S А P) хибне, то судження «Жоден студент нашої групи не курить» (S Е P) буде або істинним, або хибним залежно від складу студентів групи. Якщо судження «Усі юридичні закони — нормативно-правові акти» (S А P) істинне, то судження «Жоден закон не є нормативно-правовим актом» (S Е P) — хибне. Відношення підпротилежності (субконтрарності) — це відношення, що виникає між частковими судженнями І та О. Субконтрарні судження можуть бути одночасно істинними, але ніколи не можуть бути одночасно хибними. Якщо одне субконтрарне судження хибне, то інше з необхідністю істинне. Якщо одне субконтрарне судження істинне, то друге — невизначене, тому що воно може бути або істинним, або хибним. Наприклад, судження «Деякі студенти нашої групи — відмінники» (S І P) — істинне, і судження «Деякі студенти нашої групи — не відмінники» (S О P) — теж істинне. Судження «Деякі злочини є адміністративними правопорушеннями» (S І P) — хибне, а судження «Деякі злочини не є адміністративними правопорушеннями» (S О P) — істинне. Відношення підпорядкування (субординації) є між судженнями А — І та Е — О. Загальне судження називають підпорядковувальним судженням, а часткове судження — підпорядкованим. Якщо підпорядковувальне судження істинне, то і підпорядковане судження завжди істинне; якщо підпорядковувальне судження хибне, то підпорядковане не визначене — воно може бути як істинним, так і хибним.

## Схема логічного квадрата
Вершина верхнього лівого кута позначається буквою А (загальностверджувальне судження); вершина правого верхнього кута — буквою Е (загальнозаперечне судження); вершина лівого нижнього кута — буквою І (частковостверджувальне судження); вершина правого нижнього кута — буквою 0 (частковозаперечне судження). Якщо названі вершини кутів позначають судження, в яких ідеться про одне і те саме, але вони відрізняються за кількістю і якістю, то лінії, якими з'єднуються вершини названих кутів, позначають певне відношення між відповідними судженнями. Так, з'єднані лінією судження А і Е називаються протилежними (контрарними); судження А і 0, Е і І — суперечними; судження І і 0 нагадують протилежні, але істотно від них відрізняються, їх називають підконтрарними. Судження типу А і І, Е і 0 перебувають у відношенні підпорядкування. Знати відношення між переліченими судженнями означає бути здатним визначити логічне значення (істинність чи хибність) одного судження стосовно інших.
Так, знання протилежних (контрарних) суджень зводиться до того, що ці два судження (А — Е) не можуть бути одночасно істинними, але бувають одночасно хибними. Звідси випливають такі два висновки: 1) якщо одне з них виявиться істинним, то друге неодмінно буде хибним, оскільки обидва вони одночасно не можуть бути істинними; 2) якщаодне з них хибне, то зробити висновок (суто логічний, тобто не беручи до уваги реального стану речей) про друге неможливо, оскільки обидва ці судження бувають хибними. Взаємозалежність логічного значення суперечних суджень (А — 0, Е — І) зводять до таких чотирьох тверджень: 1) два суперечні судження не можуть бути одночасно істинними; 2) два суперечні судження не можуть бути одночасно хибними; 3) якщо відомо, що одне із суперечних суджень є істинним, то друге слід вважати хибним, оскільки ці судження не можуть бути одночасно істинними; 4) якщо відомо, що одне із суперечних суджень є хибним, то друге слід вважати істинним, оскільки ці судження не можуть бути одночасно хибними. Суперечні, згідно з «логічним квадратом», судження А і 0, Е і І час від часу набувають форми А і Е, Е і А. У відношенні підпорядкування перебувають судження (за «логічним квадратом») А — І та Е — 0. Знання відношення підпорядкування суджень зводиться до таких висновків: з істинності судження типу А з необхідністю випливає висновок про істинність відповідного судження І. Це стосується і відношення суджень типу Е і 0. Проте з хибності судження А не випливає однозначного висновку про істинність чи хибність судження І. Це стосується і відношення між судженнями Е та 0. Знання логічного значення судження І нічого не говорить про істинність чи хибність судження типу А. Це стосується і судження 0 щодо Е. Здійснюючи перехід від істинності суджень А чи Е до істинності відповідних часткових суджень, втрачають певну інформацію. Якщо судження І хибне, то відповідне судження 0 є неодмінно істинним. Подібна залежність існує між хибним судженням 0 та істинним І. Проте з істинності І не випливає висновок ні про істинність, ні про хибність 0. Це стосується і висновків з інформації про істинність 0.